# Michele Psello
Michele Costantino Psello (in greco medievale: Μιχαὴλ Ψελλός; in latino Michaël Psellus; Costantinopoli, 1018 – Costantinopoli, 1096) è stato un filosofo, scrittore, politico e storico bizantino.

## Biografia
La fonte principale che ci informa sulla vita di Psello sono le sue stesse opere, che contengono ampi passaggi autobiografici. Michele Psello nacque probabilmente a Costantinopoli, in una famiglia originaria di Nicomedia che contava tra i suoi avi membri della classe patrizia e consolare. Il suo nome di battesimo era Costantino, mentre Michele era il nome scelto quando più tardi divenne monaco. Psellos, che significa "balbuziente", era probabilmente un soprannome dovuto ad un suo difetto di pronuncia.
Psello fu educato a Costantinopoli, ma a circa dieci anni fu mandato fuori città a lavorare come segretario presso un giudice di provincia per permettere alla famiglia di costituire la dote per la sorella. Quando la sorella morì, abbandonò il lavoro e tornò a Costantinopoli per riprendere gli studi. Durante gli studi sotto la guida di Giovanni Mauropo, ebbe l'opportunità di conoscere i patriarchi Costantino Leichoudes e Giovanni Xiphilinos e l'imperatore Costantino X Ducas. Per qualche tempo lavorò di nuovo nelle province, stavolta come giudice. Poi tornò di nuovo a Costantinopoli (ante 1042), dove assunse un incarico minore a corte, come segretario (ὑπογραμματεύς) nella cancelleria imperiale. Da lì iniziò una rapida carriera. Divenne un influente consigliere politico dell'imperatrice Zoe Porfirogenita (1028 - 1050) e di suo marito Costantino IX Monomaco (1042-1055) e contemporaneamente divenne il professore più importante della nuova università di Costantinopoli, guadagnandosi il titolo onorifico di "Console dei filosofi" (ὕπατος τῶν φιλοσόφων).
Verso la fine del regno di Monomaco, Psello ricevette forti pressioni politiche per ragioni che ignoriamo e decise di lasciare la corte, entrando nel monastero dell'Olimpo, situato sull'Olimpo della Misia, in Bitinia, nel 1054. Dopo la morte di Monomaco, però, fu presto richiamato a corte dalla nuova imperatrice Teodora (1055-1056).
Negli anni seguenti rimase attivo nelle alte sfere dell'amministrazione statale come consigliere politico sotto diversi successivi imperatori. Giocò un ruolo politico decisivo nel passaggio di potere fra Michele VI Bringa e Isacco I Comneno nel 1057, poi fra questi e Costantino X Ducas nel 1059, fra Romano IV Diogene e Michele VII Ducas nel 1071. Fu anche consigliere della basilissa Eudocia Macrembolitissa; l'imperatrice era talmente affezionata a Psello che lo chiamava "zio". Morto Costantino X, Eudocia si trovò unica sovrana di Bisanzio, assumendone la reggenza a pieno titolo. Tuttavia, per paura di essere spodestata, si sposò con Romano IV Diogene, condividendo assieme a lui il trono.
Dal momento che Psello era stato l'insegnante di Michele VII durante il regno del padre, Costantino Ducas, ed aveva giocato un ruolo fondamentale nella sua ascesa al potere contro i suoi avversari e il suo patrigno Romano IV, si aspettava probabilmente di guadagnare una maggior influenza politica come insegnante e consigliere sotto di lui. Invece, Michele sembrò essere meno propenso a favorire Psello e verso la metà del decennio 1070 non si hanno più notizie di una sua attività politica a corte. Dal momento che i suoi passaggi autobiografici si interrompono in questo punto, ci sono poche informazioni attendibili sui suoi ultimi anni. Alcuni studiosi ritengono che Psello si sia ritirato di nuovo in monastero in un anno imprecisato del decennio 1070-1080.
In base ad una nota del suo amico storico Giovanni Zonara, molti studiosi ritengono che Psello sia morto subito dopo la caduta di Parapinace nel 1078, sebbene alcuni abbiano proposto date più tarde: un'ipotesi particolarmente concreta rimane infatti l'anno 1096.

### Personalità
Psello aveva ricevuto un'educazione che spaziava su praticamente tutto lo scibile umano ed era reputato uno degli uomini più colti del suo tempo. Era orgoglioso di aver reintrodotto da solo nella cultura bizantina lo studio serio della filosofia antica, specialmente quella di Platone e dei Neoplatonici (soprattutto Proclo), per i quali nutriva un'autentica venerazione. La sua predilezione per Platone e altri filosofi pagani portò alcuni suoi contemporanei a dubitare della sua fede ortodossa, fino ad arrivare, ad un certo punto, a costringerlo a fare pubblica professione di fede per allontanare da sé questi sospetti. Degni di nota sono i commenti alle opere di San Gregorio di Nazianzo e di altri grandi padri greci. "Si servì dell'interpretazione allegorica per spiegare i miti tramandati da Omero, Esiodo, Euripide e i luoghi oscuri del Nuovo Testamento". Dai suoi interessi esoterici discendono i noti commentari sugli Oracoli caldaici e su alcuni scritti ermetici (da ricordare che il manoscritto più antico esistente del Corpus Hermeticum, acquistato da Lorenzo de' Medici e tradotto dal Ficino, appartenne a Psello).
Era anche orgoglioso di essere un maestro di retorica, combinando la saggezza del filosofo e la persuasione del retore in un modello ideale di consigliere e capo politico. Tra i moderni commentatori, l'inclinazione di Psello per i lunghi passaggi autobiografici gli ha guadagnato le accuse di vanità e ambizione, mentre la sua carriera politica e il contenuto della sua Chronographia lo hanno fatto giudicare servile e opportunista, a causa della sua ostentata posizione acritica verso alcuni degli imperatori e a causa anche di cambiamenti di lealtà politica durante la sua vita. Altri commentatori, però, hanno concluso che ci sia nelle sue opere, e specialmente nella Chronographia, un potente sottinteso ironico che trasmette messaggi molto critici, se non sovversivi, verso gli imperatori descritti e anche verso la morale e le credenze cristiane.
Tale interpretazione è corroborata dallo studio della fortuna postuma di Giuliano presso i bizantini: Psello infatti, nella Historia Syntomos, rilegge le vicende dell'ultimo imperatore pagano non senza elogi, al tempo stesso non risparmiando allusioni al patriarca Michele Cerulario, maliziosamente paragonato per il suo ascetismo all'Apostata.

### Eredità
Nel 1453, durante un viaggio in Macedonia sulla via di Costantinopoli, uno scrittore italiano della corte dei Medici, Leonardo da Pistoia, scoprì quattordici trattati originali appartenuti a Michele Psello, risalenti all'XI secolo, scritti in greco e attribuiti ad Ermete Trismegisto, maestro di sapienza e figura leggendaria vissuta in tempi remoti.
Ritornato a Firenze, il monaco Leonardo da Pistoia consegnò i trattati a Cosimo de' Medici, che incaricò subito Marsilio Ficino di tradurli dal greco al latino. Il lavoro fu completato nel 1463. L'opera divenne universalmente nota come Corpus Hermeticum.
Il Corpus Hermeticum, che nella sua versione definitiva risultò composto di diciotto trattati, rappresentò la fonte d'ispirazione del pensiero ermetico e neoplatonico rinascimentale.

## Opere
Sotto il nome di Michele Psello si sono conservate decine e decine di opere tramandate da centinaia di manoscritti, raccolte e catalogate dal bizantinista Paul Moore; tra queste, opere storiche, erudite, oratorie, retoriche, giuridiche, filosofiche, poetiche e filologiche, più un vastissimo epistolario (oltre 500 testi, tra lettere autentiche, dubbie e riscritture) e numerosi scritti spurii.

### Opere storiche
Probabilmente l'opera di Psello più conosciuta e maggiormente accessibile è la Chronographia (Χρονογραφία). Si tratta della storia degli imperatori bizantini degli ultimi cento anni prima dell'epoca di Psello, periodo che copre i regni di 14 imperatori e imperatrici, ad iniziare dal regno quasi cinquantenario di Basilio II Bulgaroctono (976-1025), per finire nel 1077, durante il regno di Michele VII Ducas (1071-1078).
L'opera è strutturata come una serie di biografie. Diversamente da quasi tutte le opere storiografiche del periodo, in essa si pone maggiormente l'accento sulla descrizione dei caratteri, piuttosto che sui fatti politico-militari. L'opera comprende anche ampi elementi autobiografici sullo sviluppo politico e intellettuale di Psello, e pone maggiore importanza a quei periodi in cui Psello esercitò una posizione attiva in politica (specialmente durante il regno di Costantino IX Monomaco), dando così all'intera opera quasi il carattere di un memoriale politico. Si pensa che sia stata scritta in due parti: la prima riguarda gli imperatori succedutisi fino a Isacco I Comneno; la seconda, che ha un tono maggiormente apologetico, è in gran parte un encomio ai protettori politici di Psello, gli imperatori della dinastia Ducas.

### Altre opere
1. Commento al De interpretatione di Aristotele.
2. Un trattato sul Fedro di Platone.
3. Uno studio allegorico su Omero.
4. Una parafrasi dell'Iliade.
5. De quinque vocibus, compendio dell'opera di Porfirio.
6. L'opera miscellanea Omnifaria doctrina (Διδασκαλία παντοδαπή).
7. Historia syntomos, un breve testo didattico storico, in forma di cronaca mondiale.
8. La celebre De Operatione Daemonum (Περὶ ἐνεργείας δαιμόνων), una classificazione dei demoni.
9. Un gran numero di trattati su vari argomenti: astronomia, medicina, musica, giurisprudenza (ad esempio, un esame della terminologia giudiziaria ateniese), fisica, matematica, metafisica, etica, teologia, alchimia, topografia (es. uno studio della topografia di Atene).
10. Varie poesie didattiche su argomenti come la grammatica e la retorica (tra cui un'esposizione delle leggi in metro politico [poem. 8] a Michele Ducas).
11. Tre Epitaphioi, orazioni funebri sui patriarchi Michele Cerulario, Costantino III Licude e Giovanni VIII Xifilino.
12. Orazione funebre per la madre, inclusa una gran quantità di informazioni autobiografiche.
13. Diversi panegirici, discorsi persuasivi (compresi scritti contro i Bogomili e gli Euchitiani) e discorsi diretti ai suoi imperatori-patroni.
14. Circa 500 lettere private, interessanti spaccati sulla civiltà bizantina di quell'epoca e sullo stesso Psello.
15. Esercizi retorici e saggi su temi determinati. Tra questi rientrano due saggi critici, su chi tra Euripide e Giorgio di Pisidia avesse scritto meglio in metrica;[13] e sui romanzi di Achille Tazio ed Eliodoro di Emesa.[13]
16. Versi occasionali, satirici ed epigrammatici.

### Pseudo-Psello
Si pensava una volta che ci fosse stato un altro autore bizantino con lo stesso nome, Michele Psello il Vecchio (ora detto Pseudo-Psello), che visse nell'isola di Andro nel IX secolo, che era stato protetto di Fozio e  precettore dell'imperatore Leone VI il Saggio. Lo stesso Michele Psello veniva chiamato "il Giovane" da alcuni autori. Questa convinzione si basava su una frase di una cronaca medievale, la Σύνοψις Κεδρηνοῦ-Σκυλίτση, che fa menzione del nome. Si pensa adesso che l'inclusione del nome Psello in questa cronaca sia l'errore di un copista ignorante di epoca più tarda, e che non sia mai esistito alcun "Michele Psello il Vecchio".
Il termine Pseudo-Psello è tuttora usato da alcuni studiosi per indicare l'autore di alcune opere più tarde che si pensa siano state falsamente attribuite a Psello in epoca bizantina.

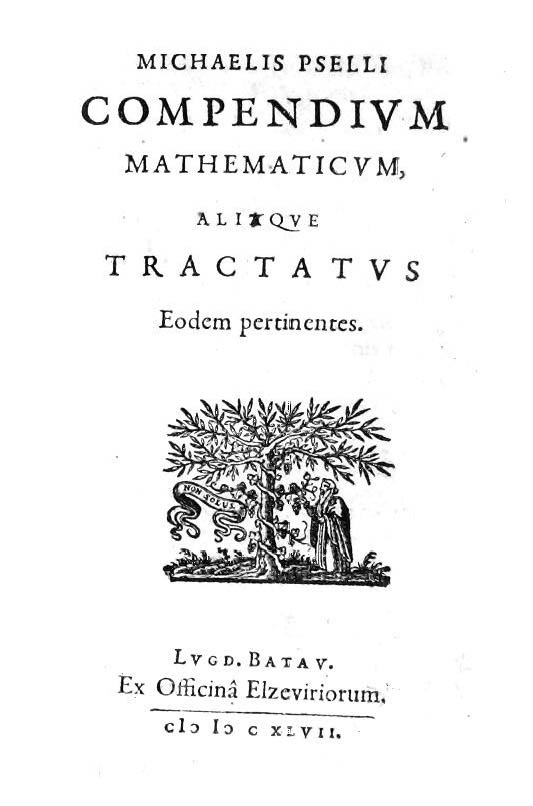
Compendium mathematicum, 1647

### Edizioni
- (LA) Michael Psellus, Compendium mathematicum, Lugd. Batav, Bonaventura Elzevier, Abraham Elzevier, 1647. URL consultato il 19 giugno 2015.
- Chronographie ou Histoire d'un siècle de Byzance (976-1077), 2 voll., Paris, Émile Renauld, 1926/28. [edizione moderna di riferimento].
- Imperatori di Bisanzio (Cronografia: vol.I: Libri I-VI; vol.II: Libri VI-VII), traduzione di Silvia Ronchey, a cura di Salvatore Impellizzeri, Fondazione Lorenzo Valla, Vicenza, Mondadori, 1993  [1984], ISBN 978-88-04-25015-9.
- Chronographia, ed. E. R. A. Sewter, London 1953. [Traduzione in inglese, testo in linea Archiviato il 14 agosto 2014 in Internet Archive.
- Chronographia, ed. Vrasidas Karalis, 2 voll., Athen 1992-96 [traduzione in greco moderno].
- Vidas de los emperadores des Bizancio (Cronografia), ed. Juan Signes Codoñer, Madrid 2005 [traduzione in spagnolo].
- Autobiografia (Encomio per la madre), ed. Ugo Criscuolo, Napoli 1989.
- De omnifaria doctrina, ed. Leendert G. Westerink, Utrecht 1948.
- De operatione daemonum, ed. Jean-François Boissonade, Nürnberg 1838; ristampa Amsterdam 1964.
- Le opere dei demoni, a cura di Pietro Pizzari, Palermo, Sellerio, 1989.
- "Éloge inédit du lecteur Jean Kroustoulas", ed. Paul Gautier, in Rivista di studi bizantini e neoellenici, n.s. 17-19 (27-29), 1980-1982: 119-47.
- Epistola a Giovanni Xifilino, ed. Ugo Criscuolo, Napoli 1990.
- Epistola a Michele Kerulario, ed. Ugo Criscuolo, Napoli 1990.
- "Epistole inedite di Michele Psello", I-III, ed. Enrico V. Maltese in Studi italiani di filologia classica 80 (1987): 82-98 e 214-23; 81 (1988): 110-34.
- "Le De Daemonibus du Pseudo-Psellus", ed. Paul Gautier in Revue des études byzantines 38 (1980): 105-94.
- Historia Syntomos, ed. Willem J. Aerts, Berlino 1990.
- Oracoli caldaici, con appendici su Proclo e Michele Italo, a cura di Silvia Lanzi, Mimesis edizioni, Milano 2001.
- Orationes hagiographicae, ed. Elizabeth A. Fisher, Stoccarda-Lipsia 1994.
- Orationes panegyricae, ed. Geoge T. Dennis, Stoccarda-Lipsia 1994.
- Oratoria minora, ed. Antony R. Littlewood, Lipsia 1984.
- Orazione in memoria di Constantino Lichudi, ed. Ugo Criscuolo, Messina 1983.
- Philosophica minora I, ed. John M. Duffy, Stoccarda-Lipsia 1992.
- Philosophica minora II, ed. Dominic J. O'Meara, Lipsia 1989.
- Poemata, ed. Leedert G. Westerink, Stoccarda-Lipsia 1992.
- Scripta minora magnam partem adhuc inedita, 2 vols., ed. Eduard Kurtz, Franz Drexl, Milano 1936-41.
- Essays on Euripides and George of Pisidia and on Heliodorus and Achilles Tatius, ed. Andrew R. Dyck, Vienna 1989.
- Theologica I, ed. Paul Gautier, Lipsia 1989.
- Theologica II, ed. Leendert G. Westerink & John M. Duffy, Monaco-Lipsia 2002.